# Ботеро, Хоакин
Хоаки́н Боте́ро (исп. Joaquín Botero Vaca; 10 декабря 1977, Ла-Пас) — боливийский футболист, нападающий. Выступал за сборную Боливии. Лучший бомбардир мира в национальных чемпионатах 2002 года. 1 апреля 2009 года сыграл решающую роль в разгроме Боливии сборной Аргентины со счётом 6:1, сделав хет-трик в ворота соперника.

## Биография
Всемирную известность получил в 2002 году, когда, забив за «Боливар» 49 голов в чемпионате Боливии, был признан лучшим среди всех бомбардиров национальных чемпионатов в мире.
После 5 сезонов в «Боливаре», за которые он стал с 133 мячами в 167 матчах вторым в истории снайпером клуба, Ботеро принял решение перейти в мексиканский УНАМ Пумас. 2006 и 2007 годы не были очень удачными в карьере футболиста и в 2008 году он принял решение вернуться на родину. За второй период пребывания в «Боливаре» он присовокупил к своим показателям за эту команду ещё 11 голов в 25 матчах. С 2009 года Хоакин Ботеро выступает за клуб Примеры A (то есть, второй по значимости дивизион) Мексики, УАТ Коррекаминос.
С 1999 года Ботеро выступает за сборную Боливии. В рамках отборочного цикла к чемпионату мира 2010 года он забил 5 голов, которые помогли ему превзойти показатель Виктора Угарте по максимальному количеству забитых голов за сборную Боливии. Показатель Угарте держался с 1963 года, а сейчас у Ботеро 20 голов за сборную. 1 апреля 2009 года Хоакин сделал хет-трик в сенсационном матче отборочного турнира против сборной Аргентины, выигранном боливийцами со счётом 6:1. С восемью голами Ботеро поделил третье место в споре снайперов южноамериканской отборочной группы к чемпионату мира в Южной Африке, уступив лишь Умберто Суасо (который забил 10 голов) и Луису Фабиано (9).
В 2011 году Ботеро вернулся на родину, подписав контракт с клубом «Сан-Хосе» из Оруро.

## Достижения
- Чемпион Боливии: 2002
- Чемпион Мексики (2): 2004 (Клаусура), 2004 (Апертура)
- Лучший бомбардир чемпионата Боливии: 2002
- Лучший бомбардир мира в национальных чемпионатах: 2002
- Лучший бомбардир в истории сборной Боливии (20 голов на 1 апреля 2009)
- Футболист года в Боливии: 2002
- Рекордсмен чемпионата Боливии по количеству голов в одном сезоне: 49 голов
- Обладатель приза IFFHS лучшему бомбардиру национальных чемпионатов: 2002[4]